# Volokolamsk
Volokolamsk (în rusă Волоколамск) este un oraș și centrul administrativ al raionului Volokolamsk din regiunea Moscova, Rusia, situat pe râul Gorodenka, în apropiere de confluența sa cu râul Lama, la 129 de kilometri nord-vest de Moscova. Populația sa era de 26,398 (larecensământul din 2021); 16,656 (recensământul din 2002); 18,226 (recensământul din 1989).

## Istorie
A fost menționat pentru prima dată în Cronica Voskresensk înainte de anul 1135. A fost construit de către comercianții novgorodieni pe un portaj de 5 kilometri (în rusă Волок/Volok) pe o cale navigabilă de la Novgorod la Moscova și Reazan, de unde și numele „Volokolamsk” (adică „Volok pe Lama”). În 1178, orașul a fost ars de Vsevolod cel Mare, care l-a adăugat pământurilor Cnezatului Vladimir-Suzdal. Fiul său Iaroslav al II-lea l-a redat Novgorodului în 1231. După invazia mongolă a Rusiei, orașul a fost împărțit în două părți: una atribuită Novgorodului și alta marilor duci de Vladimir. Principatul Tver nu a reușit să-l cucerească în 1273.
Ivan Kalita a prezentat partea sa din oraș boierului Rodion Nestorovici, care a smuls cealaltă parte din Novgorod. În 1345, Simeon cel Mândru al Moscovei a dat Volokolamsk socrului său, unul dintre prinții de Smolensk. În timp ce era în posesia Smolenskului, orașul a rezistat unui asediu al lui Algirdas în timpul războiului lituano-moscovit (1368–72). Vladimir Îndrăznețul l-a învins pe hanul Tokhtamysh⁠(d) lângă Volokolamsk în 1383. La scurt timp după aceea, a revenit Novgorodului. Orașul a rămas cea mai sudică enclavă a Republicii Novgorod până în 1398, când Vasili I l-a încorporat definitiv în Marele Ducat al Moscovei. Zece ani mai târziu, a fost dat timp de doi ani lui Švitrigaila⁠(d), care tocmai trecea de partea Moscovei. După ce a pierdut comerțul hanseatic și legăturile cu Novgorod, orașul a intrat în declin și nu a fost menționat de nicio sursă în următoarea jumătate de secol. În 1462, este menționat că Volokolamsk a fost dat de către Ivan al III-lea fratelui său mai mic, că orașul a devenit reședința unui principat apanaj la scară largă. Primul său prinț a ridicat Catedrala Învierii din calcar cu o singură cupolă, care încă rămâne în picioare. Un alt prinț a fost Andrei Volotski; monumentul principal din domnia sa este catedrala cu trei cupole a Mănăstirii Vîazmischi (1535).

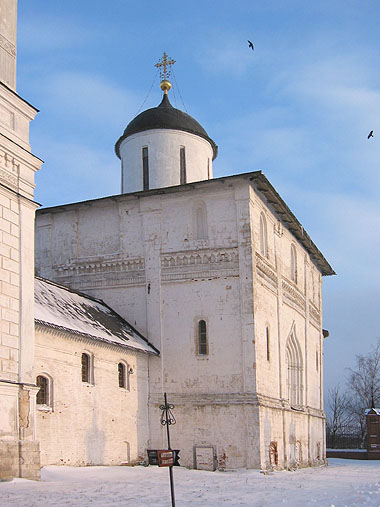
Catedrala Învierii, construită în anii 1460, este una dintre ultimele catedrale din calcar din Rusia

În 1613, Volokolamsk a înfruntat un asediu al lui Sigismund al III-lea Vasa, eveniment care a făcut ca fortificațiile orașului să fie reprezentate pe stema sa. Până atunci, Volokolamsk a fost asociat în primul rând cu Mănăstirea Iosif-Volokolamsk, situată la 17 kilometri spre nord-est.
Autoritatea sovietică din Volokolamsk a fost înființată la sfârșitul lunii octombrie 1917. În timpul celui de-al Doilea Război Mondial, în apropiere de Volokolamsk au avut loc o serie de ciocniri violente între trupele și partizanii germani și sovietici. Orașul a fost sub ocupație germană între 27 octombrie și 20 decembrie 1941, când a fost eliberat de Divizia 331 Pușcași.

## Statut administrativ și municipal
În cadrul diviziunilor administrative, Volokolamsk servește ca centru administrativ al districtului Volokolamski. Ca diviziune administrativă, este, împreună cu șapte localități rurale, încorporat în districtul Volokolamski ca orașul Volokolamsk. Ca diviziune municipală, orașul Volokolamsk este încorporat în districtul municipal Volokolamski ca așezarea urbană Volokolamsk.

## Relații internaționale

### Orașe gemene – orașe surori
Volokolamsk este înfrățit cu:
| - Požarevac, Serbia (din 2013) |

## În cultura populară
Romanul lui Alexander Bek⁠(d) din 1944, Autostrada Volokolamsk («Волоколамское шоссе»), este o relatare ușor fictivă a luptei defensive a unor soldați ai Diviziei 316 de pușcași de-a lungul drumului de la Volokolamsk la Moscova în octombrie 1941.
Jocul online War Thunder (unde jucătorul controlează vehicule blindate, cum ar fi tancurile) prezintă o hartă a forțelor terestre intitulată „Volokolamsk” și o versiune mai mare intitulată „Împrejurimile lui Volokolamsk”. Harta este luată în derâdere de jucători ca fiind prea deschisă și prea mare.

## Groapă de gunoi
În Volokolamsk există o groapă de gunoi controversată. Multe proteste au avut loc datorită acesteia, deoarece groapa de gunoi a dat probleme respiratorii multor oameni. Autoritățile ruse nu au făcut încă nimic în privința acestei probleme (în 2018).